# Uropoda amplior
Uropoda amplior es una especie de arácnido del orden Mesostigmata de la familia Uropodidae.

## Distribución geográfica
Se encuentra en Sumatra (Indonesia).